# 徳島県道42号瀬戸撫養線
徳島県道42号瀬戸撫養線（とくしまけんどう42ごう せとむやせん）は、徳島県鳴門市を通る県道（主要地方道）である。

## 概要
下記沿革にもある通り、旧国道11号の降格区間（鳴門市瀬戸町吉野川バイパス起点 - 板野郡松茂町広島ランプ）のうち、国道28号と重複していなかった区間である。

### 路線データ
- 起点：徳島県鳴門市瀬戸町明神字張（国道11号交点）
- 終点：徳島県鳴門市撫養町大桑島字濘岩浜（国道28号交点）
- 陸上距離：5.342 km（平成22年徳島県道路現況調書）

## 歴史
- 1988年（昭和63年）12月20日 - 国道11号線旧道の降格区間のうち、国道28号と重複していなかった区間が徳島県道222号瀬戸撫養線として認定。なお、現在222号は欠番となっている。[要出典]
- 1993年（平成5年）5月11日 - 建設省から、県道瀬戸撫養線が瀬戸撫養線として主要地方道に指定される[1]。
- 1994年（平成6年）4月1日 - 徳島県道42号瀬戸撫養線として認定。[要出典]

## 地理

### 通過する自治体
- 鳴門市(瀬戸町明神張、瀬戸町堂浦本浦上、瀬戸町堂浦本浦下、瀬戸町明神下本城、瀬戸町明神丸山、瀬戸町明神越浦、瀬戸町明神鳴谷、瀬戸町明神板屋島、瀬戸町明神水汲谷、瀬戸町明神楠谷、瀬戸町明神弐軒家)、撫養町(撫養町黒崎磯崎、撫養町黒崎松島、撫養町大桑島北ノ浜、撫養町大桑島北ノ組、撫養町大桑島大谷、撫養町大桑島濘岩、撫養町大桑島濘岩浜)

### 交差・接続する道路
- 国道11号（国道377号重複）（鳴門市瀬戸町明神、起点）
- 国道28号（鳴門市撫養町大桑島）
- 徳島県道182号瀬戸港線（鳴門市瀬戸町堂浦本浦中）
- 徳島県道11号鳴門公園線（鳴門市瀬戸町明神板屋島）
- 徳島県道11号鳴門公園線（鳴門市撫養町大桑島濘岩浜）
- E28 神戸淡路鳴門自動車道

### 付近
- ヴォルティスロード（VORTIS ROAD）
- 鳴門市明神小学校

## ギャラリー

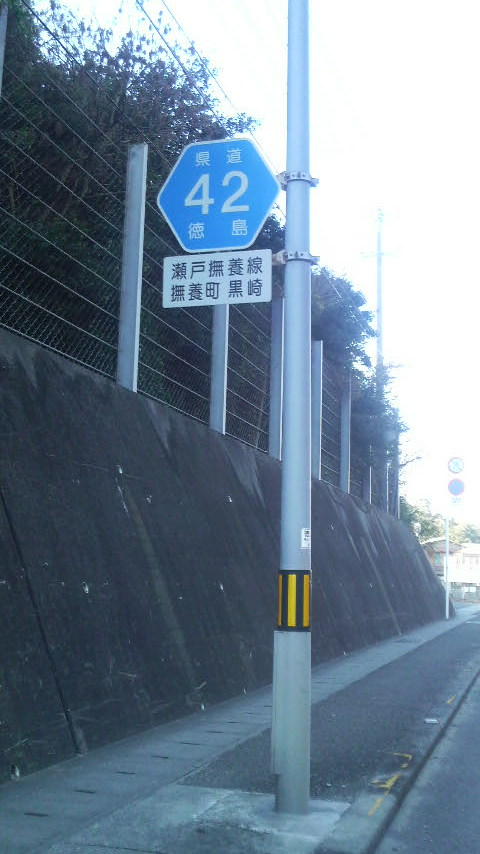
県道標識（鳴門市撫養町黒崎字磯崎）